# Schalkragen

Schalkragen

Der Schalkragen ist eine runde Kragenform, bei der Oberkragen und Revers nahtlos miteinander verbunden sind. Zwei schalähnliche Streifen laufen von der hinteren Kragenmittennaht aus im Oberkragen um den Ausschnitt der Bekleidungsoberteile für Damen und Herren herum und kreuzen sich vorn am Verschluss, normalerweise in Brusthöhe. Die Form kann je nach Mode breiter, schmaler, gerollt, hochgestellt, umgeschlagen usw. gestaltet werden.
Die Alternative zum Schalkragen ist der Reverskragen mit dem sichtbaren Absatz zwischen Kragen und Revers, den Reversecken. Eine eckige Variante des Schalkragens ist beispielsweise der Spatenkragen.
Beim Smoking ist der Schalkragen mit einem Seidenspiegel belegt, bei einer hochwertigen Ausführung in einem Stück.
Wegen der eleganten und dekorativen Wirkung wird die Form häufig für Pelze und Pelzbesätze verwendet.